# Билек, Ахмет
Ахмет Билек (тур. Ahmet Bilek, 15 марта 1932, Кула, Маниса — 4 октября 1970, Bischmisheim) — турецкий и западногерманский борец вольного и греко-римского стилей, олимпийский чемпион по вольной борьбе.

## Биография
Ахмет Билек родился 15 марта 1932 года в Куле.
В 1953 году завоевал серебряную медаль чемпионата мира по греко-римской борьбе. В 1955 году выиграл Средиземноморские игры по греко-римской борьбе.
 
По вольной борьбе в 1959 году стал серебряным призёром чемпионата мира. В 1960 году завоевал серебряную медаль Чемпионата Балкан и стал олимпийским чемпионом.
После победы на Олимпийских играх Ахмет Билек эмигрировал в ФРГ, где поселился в Пютлингене. В 1966 и 1968 годах становился победителем командных чемпионатов ФРГ в составе команды KSV Köllerbach.
4 октября 1970 года Ахмет Билек скончался в Германии в результате суицида. В Турции дата его кончины отмечается как 5 октября 1970 года.

## Память
В 2021 году на доме где родился Ахмет Билек была установлена мемориальная доска. 5 октября 2021 года, через 51 год после его смерти, было организовано поминальное мероприятие.